# Левитт, Кэролайн
Кэ́ролайн Клэр Ле́витт (Ли́витт) (англ. Karoline Claire Leavitt, /ˈlɛvɪt/ LEV-it; род. 24 августа 1997, Аткинсон, Нью-Гэмпшир) — американский политический советник, пресс-секретарь Белого дома с 20 января 2025 года.
Исполняла обязанности национального пресс-секретаря президентской кампании Дональда Трампа 2024 года. Также работала помощником пресс-секретаря и автором президентских материалов во время первого срока Дональда Трампа, а также была представителем MAGA Inc., протрамповского комитета политических действий Super PAC. В 2022 году она баллотировалась в Палату представителей США по 1-му округу Нью-Гэмпшира, став вторым представителем поколения Z, победившим на праймериз в Конгрессе. Она проиграла выборы действующему конгрессмену Крису Паппасу.
15 ноября 2024 года избранный президент Дональд Трамп назначил Левитт своим пресс-секретарём Белого дома на смену Карин Жан-Пьер. Она стала самым молодым пресс-секретарём в истории США.

## Ранние годы и образование
Кэролайн Клэр Левитт родилась в Аткинсоне, штат Нью-Гэмпшир, где она была воспитана в католической вере. Её семья владела магазином мороженого и автосалоном по продаже подержанных грузовиков в Плейстоу, штат Нью-Гэмпшир. Она училась в Центральной католической средней школе в Лоуренсе, штат Массачусетс. Затем она поступила в колледж Святого Ансельма по стипендии для участия в студенческом софтболе второго дивизиона NCAA. Левитт открыто высказывалась на территории кампуса о своей поддержке Трампа. Её статьи в школьной газете включают защиту запрета Трампа на въезд в США представителей ряда мусульманских стран и нападки на средства массовой информации. Она основала первый в школе радиовещательный клуб. Во время учёбы в колледже Левитт работала на телеканале Hearst Television WMUR-TV. В 2019 году она получила степень бакалавра гуманитарных наук в области коммуникаций и политологии.

## Карьера
Во время обучения в колледже Святого Ансельма Левитт проходила стажировку в Fox News. Летом перед последним годом обучения в колледже она проходила стажировку в Управлении президентской корреспонденции Белого дома. После окончания университета в 2019 году она вошла в пресс-службу Белого дома в качестве помощника пресс-секретаря Кейли Макинани. После завершения работы администрации Трампа она была нанята на должность директора по коммуникациям для представителя США Элиз Стефаник из Нью-Йорка.

### Избирательная кампания в Конгресс 2022 года
В 2022 году Левитт объявила, что баллотируется в Палату представителей США по 1-му округу Нью-Гэмпшира. В своей предвыборной кампании она делала акцент на консервативных ценностях, снижении налогов, усилении правопорядка и оружии. Республиканские праймериз привлекли широкое внимание, поскольку оба кандидата были бывшими сотрудниками администрации Трампа. Левитт выделялась своим дерзким стилем, напоминавшим стиль Трампа, и привлекла сторонников правого крыла, включая Лорен Боберт, Теда Круза и свою наставницу Элиз Стефаник. Она раскритиковала Мэтта Мауэрса, назвав его «болотом» и «республиканцем из истеблишмента» за его финансирование из внешних PAC. Газета New York Times описала кандидатов как идеологически схожих и предположила, что выборы были вопросом тона, а не политики.
В сентябре 2022 года Левитт сенсационно одержала победу на республиканских праймериз, обойдя предполагаемого победителя Мауэрса примерно на 10 пунктов. Дональд Трамп поздравил её с успехом «вопреки всем трудностям». В 25 лет она стала вторым представителем поколения Z, выигравшим предварительные выборы в Конгресс после Максвелла Фроста месяцем ранее. После того, как она проиграла всеобщие выборы действующему члену Палаты представителей от Демократической партии Крису Паппасу с перевесом в 8,2 % голосов, она работала с рядом клиентов. Она отказалась баллотироваться снова в Палату представителей от Нью-Гэмпшира в 2024 году.

### Спикер MAGA и консервативный комментатор
В апреле 2023 года Левитт стала представителем MAGA Inc., протрамповского комитета политических действий.
В 2023 году она опубликовала серию статей на консервативных новостных сайтах, которые тесно связаны с тезисами и подсказками, распространяемыми сторонниками Го Вэньгуя, китайского бизнесмена в изгнании и соратника Стива Бэннона, которому в США предъявлены обвинения в мошенничестве по отношению к собственным сторонникам. Левитт заявила изданию Mother Jones, что сама написала статьи, и отказалась комментировать, платил ли ей Го за какие-либо действия, а также насколько они схожи с распространёнными заранее написанными тезисами. Статьи, опубликованные в Townhall, впоследствии были удалены за нарушение правил подачи материалов.

### Пресс-секретарь Дональда Трампа
В январе 2024 года Левитт приняла на себя роль национального пресс-секретаря президентской кампании Дональда Трампа 2024 года. В одном из выступлений на CNN This Morning её отстранили от эфира за споры о модераторах дебатов CNN. Во время короткого отпуска, необходимого для рождения сына 10 июля 2024 года, она решила вернуться на работу после того, как 13 июля увидела покушение на Дональда Трампа.

### Пресс-секретарь Белого дома

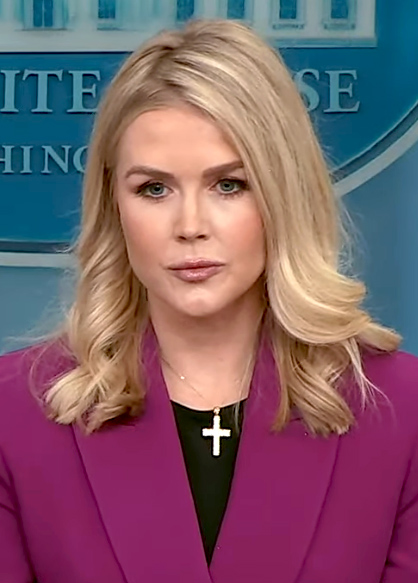
Кэролайн Левитт на своём первом брифинге в Белом доме, 28 января 2025 года

15 ноября 2024 года Дональд Трамп выбрал Левитт на должность пресс-секретаря Белого дома.
20 января 2025 года Кэролайн Левитт вступила в должность пресс-секретаря Белого дома, сменив на этом посту Карин Жан-Пьер.
28 января 2025 года Кэролайн Левитт провела свой первый брифинг в должности пресс-секретаря Белого дома, в ходе которого она сообщила о восстановлении пропусков 440 журналистов, аннулированных прежней администрацией, а также о том, что отныне независимые журналисты, ведущие подкастов, инфлюенсеры в социальных сетях и создатели контента также смогут получить аккредитацию для доступа на брифинги Белого дома. На этом же брифинге обвинила предыдущее правительство в трате 50 миллионов долларов на презервативы для Сектора Газа, но доклад USAID не подтверждает её заявление.

## Личная жизнь
Муж Левитт — бизнесмен. Кэролайн родила сына в июле 2024 года и вскоре после родов возобновила профессиональные обязанности, полагаясь на мужа и мать в вопросах ухода за ребёнком. Она выступает за частное образование и считает, что католическое образование привило ей ценности, направленные на защиту жизни, дисциплину и важность служения.